# Lajos Pápai
Lajos Pápai (ur. 6 września 1940 w Győrze) – węgierski duchowny rzymskokatolicki, w latach 1991-2016 biskup Győr.

## Życiorys
Święcenia kapłańskie przyjął 21 czerwca 1963. 18 marca 1991 został mianowany biskupem Győr. Sakrę biskupią otrzymał 27 kwietnia 1990. 17 maja 2016 przeszedł na emeryturę.